# Platycyamus ulei
Platycyamus ulei är en ärtväxtart som beskrevs av Hermann August Theodor Harms. Platycyamus ulei ingår i släktet Platycyamus och familjen ärtväxter. Inga underarter finns listade i Catalogue of Life.